# بخش کلار
بخش کلار، یکی از بخش‌های شهرستان عباس‌آباد در استان مازندران ایران است. جمعیت این بخش بر اساس سرشماری مرکز آمار ایران در سال ۱۳۹۵ برابر با ۱۰٫۹۶۹ نفر (۳٫۶۴۵خانوار) بوده‌است.

## تقسیمات کشوری
بخش کلار به دو دهستان زیر تقسیم می‌شود:
- دهستان کلار غربی
- دهستان کلار شرقی
  - مرکز: کلارآباد